# Centaurea acarnanica
Centaurea acarnanica là một loài thực vật có hoa trong họ Cúc. Loài này được (Matthäs) Greuter mô tả khoa học đầu tiên năm 2003.